# 含谷镇
含谷镇，是中华人民共和国重庆市九龙坡区下辖的一个乡镇级行政单位。

## 行政区划
含谷镇下辖以下地区：
含谷镇社区、新营房村、净龙村、崇兴村、华新村、宝洪村、含金村、寨山坪村、建新村和含湖村。